# Moraice
Moraice är en ort i Montenegro. Den ligger i den norra delen av landet, 90 km norr om huvudstaden Podgorica. Moraice ligger 1 364 meter över havet och antalet invånare är 217.
Terrängen runt Moraice är varierad. Runt Moraice är det ganska glesbefolkat, med 48 invånare per kvadratkilometer. Närmaste större samhälle är Žabljak, 13,1 km söder om Moraice. I omgivningarna runt Moraice växer i huvudsak blandskog.